# دوازده ساعت پرواز
دوازده ساعت پرواز (انگلیسی: Twelve O'Clock High) فیلمی در ژانر جنگی به کارگردانی هنری کینگ است که در سال ۱۹۴۹ منتشر شد.

## بازیگران
- گریگوری پک
- هیو مارلو
- گری مریل
- میلارد میچل
- دین جاگر
- پال استوارت

## جوایز
- برنده جایزه اسکار بهترین بازیگر نقش مکمل مرد ۱۹۴۹ (دین جاگر)
- برنده جایزه اسکار بهترین صدابرداری ۱۹۴۹